# NGC 1660
NGC 1660 في الفهرس العام الجديد، هي مجرة، تقع في كوكبة آلة النقاش. اكتشفت في 1 ديسمبر 1837 بواسطة جون هيرشل.

## روابط خارجية
- NGC 1660 على موقع ويكي سكاي: DSS2, SDSS, GALEX, IRAS, Hydrogen α, X-Ray, Astrophoto, Sky Map, Articles and images